# Sweet California
Sweet California é um girl group espanhol, fundado em Madrid. Iniciado em 2013, é composto por Alba Reig Gilabert, Sonia Gómez González e Tamara Nsue Sánchez (substituta de Rocío Cabrera Torregrosa, retirada em 2016). Como artistas contratadas pela Warner Music Group, seu primeiro disco, Break of Day (2014), alcançou o primeiro lugar da Productores de Música de España — principal tabela da Espanha, além de ser certificado como disco de ouro após 20 mil unidades vendidas. Seus projetos seguintes, Head for the Stars (2015) e 3 (2016) distribuíram cerca de 40 mil cópias em território espanhol. Em 2015, foram honradas com o prêmio de Melhor Ato Espanhol no MTV Europe Music Awards.